# White Hope Burn
Der White Hope Burn ist ein Wasserlauf in Dumfries and Galloway, Schottland. Er entsteht an der Südseite des White Hope Edge und fließt in südöstlicher Richtung bis zu seiner Mündung in das Stennies Water.